# Боривітер австралійський
Боривітер австралійський (Falco cenchroides) — вид хижих птахів родини соколових (Falconidae).

## Поширення
Вид поширений в Австралії, Новій Гвінеї та на прилеглих островах, і є нерегулярним відвідувачем Нової Зеландії. Він займає будь-які терирорії, що не мають надто густої рослинності, особливо помірні луки та відкриті ліси. На тропічній півночі та піщаних пустелях Західної Австралії він має фрагментарне та сезонне поширення.

## Спосіб життя
Харчується дрібними ссавцями, птахами, ящірками та комахами.